# Galen (rapper)
Galen pseudonymy také Large nebo Golem je český rapper a textař. V minulosti působil také ve skupinách Double Baby a Indicavio (* Kolín). Jeho texty jsou plné metafor a rozhodně patří mezi obsahově vydatné.

## Hudební kariéra
V roce 2015 vydal první oficiální rapové album Hlavou vzhůru, které produkoval Jiří Vidasov, mezi hosty byli Martin Svátek, Eva Burešová nebo Radka Pavlovčinová. V roce 2016 se konalo jeho první vystoupení na Hip hop kempu. Ve stejném roce vystupoval také na United Islands. V roce 2019 vydal politickou píseň Pýcha předchází pád jako protest proti vládě Andreje Babiše. Píseň vznikla i jako podpora hnutí Milion chvilek. V refrénu zpívala Bára Basiková. V roce 2020 vydal singl In flagranti na hudbu od Romano Ponerti s hostujícím DJ Maro, který je předzvěstí nového alba „EX\IT“.

### Diskografie
Vydal tato CD:
- GALEN – EX\IT (plánovaný na 10/2020)
- GALEN – Hlavou vzhůru (2015)
- Dr. Galen – Dr. Galen
- Dr. Galen – Černá nemoc
- Indicavio – Guitar live story (1999)
- Indicavio – Indicavio (1998)
- Double Baby – Duch (1997)
- Double Baby – Rubbish (1993)